# José Villalonga
José Villalonga Llorente (Córdoba, 12 december 1919 - Madrid, 7 augustus 1973) was een Spaans voetbaltrainer. Hij coachte Real Madrid CF, Atlético Madrid en het Spaans voetbalelftal met wie hij alle drie prijzen won. In 1964 werd hij met Spanje Europees kampioen.

## Erelijst
- Real Madrid CF
  - Europacup I: 1955–56, 1956–57
  - Landskampioen: 1954-55, 1956–57
  - Copa Latina: 1955, 1957
- Atlético Madrid
  - Copa del Generalísimo: 1960, 1961
  - Europacup II: 1962
- Spaans voetbalelftal
  - Europees kampioen: 1964